# Souviens-toi, Jonathan
Pour les articles homonymes, voir Souviens-toi (homonymie).
Souviens-toi, Jonathan est le premier épisode de la série de bande dessinée Jonathan.
À chaque album de la série est associée une liste de musiques d'ambiance. Pour ce tome : 
- Pink Floyd : Obscured by Clouds
- Mike Oldfield : Tubular Bells
- Shankar Family & Friends.

## Personnages
- Jonathan
- Themba : petit tibétain. Orphelin à trois ans, ses parents sont morts dans un bombardement chinois. Il en est resté sourd.

- Les Khambas : peuple tibétain, ils vivent dans les montagnes himalayennes de la province du Kham au Tibet oriental. Ils sont en lutte contre les occupants chinois.
  - Saïcha : jeune Népalaise d'une vingtaine d'années. C'est une amie d'enfance de Jonathan. Réfugiée, elle a vécu en Suisse où elle a fait ses études de médecine. Elle est retournée vivre parmi les siens, les Khambas. Enfant, elle a été fiancée à un garçon de son village : Tsaring.
  - Tsaring : Fiancé enfant à Saïcha, il l'aime et pense l'épouser.

## Synopsis
Jonathan devenu amnésique s'enfuit de la clinique où il était interné. Il espère retrouver la mémoire en retournant sur ses pas. Il saute en parachute aux confins du Népal et du Tibet. Dans une vallée enneigée, il croise un homme et un enfant (Themba). Ils partagent un thé au beurre. L'odeur du thé lui rappelle le visage d'une femme. Il tend à l'homme une boucle d'oreille. L'homme reconnaît une boucle Khamba. Themba propose de l'accompagner chez les Khambas.
Dès leur arrivée, ils sont encerclés par des cavaliers. Jonathan finit dans un lac gelé, il s'évanouit. De nouveau, il a la vision de cette femme, Saïcha, ils s'aiment, elle est médecin... Les cavaliers le ramène inconscient au village. Il est libéré par Tsaring qui lui fournit un jerrycan et lui commande de partir. Jonathan retrouve la mémoire et sa moto qu'il avait cachée. Il parvient à semer ses poursuivants en sautant au-dessus d'un ravin.
Alors, la mémoire lui revient. Il a fait ce voyage dans l'Himalaya pour revoir Saïcha, son amie d'enfance. Il a fini par la retrouver après des mois de recherche. Elle est médecin chez les Khambas, son peuple. Leur amour rend Tsaring jaloux. Un bombardement chinois détruit le village et tue Saïcha. Il se souvient de tout, de la douleur aussi. Une dernière fois, il rencontre Tsaring, il n'est plus en colère. Plus rien ne retient Jonathan dans ce pays.

### Documentation
- Henri Filippini, « Souviens-toi, Jonathan », Schtroumpfanzine, no 17,‎ mars 1978, p. 24.